# NGC 5624
NGC 5624 est une galaxie spirale magellanique située dans la constellation du Bouvier. Sa vitesse par rapport au fond diffus cosmologique est de 2 020 ± 8 km/s, ce qui correspond à une distance de Hubble de 29,8 ± 2,1 Mpc (∼97,2 millions d'al). NGC 5624 a été découverte par l'astronome américain Lewis Swift en 1887.
NGC 5624 présente une large raie HI.

## Groupe d'IC 1029
Selon A. M. Garcia, NGC 5624 fait probablement partie du groupe d'IC 1029. Ce groupe de galaxies compte au moins 11 membres. Les autres galaxies du groupe sont NGC 5602, NGC 5660, NGC 5673, NGC 5676, NGC 5682, NGC 5689, NGC 5693, NGC 5707, IC 1029 et UGC 9426.
Abraham Mahtessian mentionne aussi ce groupe, mais sa liste ne comprend que six galaxies : NGC 5660, NGC 5673, NGC 5676, NGC 5689, NGC 5693 et IC 1029.